# شومن
شومن، نمایش‌گردان، شوگردان، شوپرداز یا مجری شو  (به انگلیسی: Showman) تهیه‌کننده یا اجراکننده نمایش و برنامه را گویند، به ویژه مالک، مدیر، گرداننده یا رئیس تشریفات یک سیرک یا برنامه رنگارنگ.